# 斯蒂芬妮·茨威格

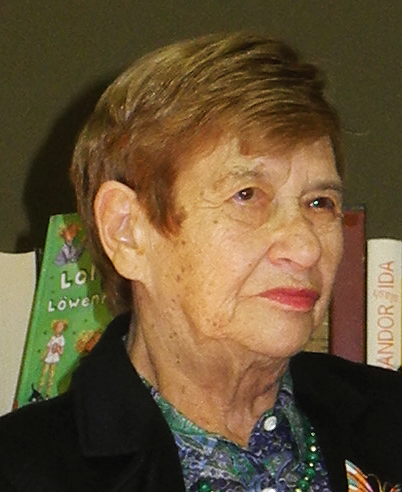
2012年的斯蒂芬妮·茨威格

斯蒂芬妮·茨威格（德語：Stefanie Zweig，1932年9月19日—2014年4月25日），是一名德国作家。她以自传体小说《何处是我家》为著名，书中主要描写她在肯尼亚的童年。此书被制作为电影，并获得2002年的奥斯卡最佳外语片。
她出生于上西里西亚格武布奇采，因全家是犹太人，后离开纳粹德国，迁居肯尼亚。
2014年4月25日，在德国法兰克福去世，享年81岁。